# Каноло
Канало (итал. Canolo) — коммуна в Италии, располагается в регионе Калабрия, подчиняется административному центру Реджо-Калабрия.
Население составляет 957 человек, плотность населения составляет 34 чел./км². Занимает площадь 28 км². Почтовый индекс — 89040. Телефонный код — 0964.
Покровителем коммуны почитается святитель Николай Мирликийский, чудотворец, празднование 6 декабря.